# Iguanodony
Iguanodony (Iguanodontia) to grupa ornitopodów znanych od środkowej jury do późnej kredy. Należą do nich między innymi tak znane dinozaury jak Iguanodon, Camptosaurus, Ouranosaurus czy Edmontosaurus. Iguanodony są ogólnie dość dobrze poznaną grupą dinozaurów ptasiomiednicznych i najwcześniejszą odkrytą (iguanodon był po megalozaurze pierwszym odkrytym dinozaurem). Największy z nich – Zhuchengosaurus osiągał do ok. 16 m długości co czyniło go największym dinozaurem ptasiomiednicznym. Iguanodony charakteryzujące się masywniej zbudowanym i większym ciałem niż bardziej bazalne ornitopody, rozbudowanymi kośćmi nosowymi oraz minimum sześcioma kręgami piersiowymi zazwyczaj klasyfikuje się jako infrarząd ornitopodów, choć Benton (2004) uważa te drugie za infrarząd, a Iguanodontia nie nadaje rangi. Tradycyjnie do iguanodonów wliczano nadrodzinę Iguanodontoidea i rodzinę Iguanodontidae. Nowsze jednak badanie wykazały, że tak rozumiane Iguanodontia jest grupą parafiletyczną, gdyż nie umieszcza się w ich obrębie Hadrosauridae. Obecnie w literaturze naukowej termin Iguanodontia jest nadal stosowany, choć nie posiada rangi i wlicza się do niego także hadrozaury.

## Taksonomia
- Iguanodontia
  - Anabisetia
  - Bihariosaurus[2]
  - Macrogryphosaurus
  - Muttaburrasaurus
  - Talenkauen
  - Tenontosaurus
  - Rodzina Dryosauridae
    -  ?Kallowozaur
    - Dryosaurus
    - Valdosaurus

  - Rodzina Rhabdodontidae
    -  ?Mochlodon
    - Rhabdodon
    - Zalmoxes

  - Rodzina Camptosauridae
    - Camptosaurus
    - Cumnoria
    - Draconyx

  - Nadrodzina Iguanodontoidea (grupa parafiletyczna)
    - Lurdusaurus
    - Lanzhousaurus
    - Mantellisaurus
    - Rodzina Iguanodontidae
      - Iguanodon